# Карповичи (Поставский район)
Ка́рповичи (бел. Карпавічы) — деревня в Новосёлковском сельсовете Поставского района Витебской области Белоруссии.

## География
Деревня расположена рядом с трассой Р-45 Полоцк — Вильнюс. В 18 км от районного центра Поставы и в 14,4 км от центра сельсовета.

## История
В августе 1774 года ксендзом Михаилом Ходасевичем, комендантом Лучайского костела, был окрещён мальчик по имени Игнатий. Родителями младенца были Франц Лисиченок и его жена София из деревни Карповичи. Крёстными были Станислав Лисиченок и Марианна Синякова.
В 1861 году Карповичи входили в состав имения Лучай Вилейского уезда Виленской губернии, которое принадлежало Богдану-Станиславу Эдуардовичу графу Мостовскому.
В 1905 году — 368 жителей и 425 десятин земли.
С 1921 года — в Лучайской гмине Дуниловичского повета II Речи Посполитой.
В 1922 году — 66 домов и 314 жителей.
С 1926 года в составе Виленского воеводства.
С 1939 года — в составе БССР.
С 15 января 1940 года — в Лучайском сельсовете Дуниловичского района.
В 1947 году — 74 хозяйства.
С 20 января 1960 года — в Поставском районе Витебской области.
В 1964 году — в Воропаевском поселковом Совете, 55 домов, 193 жителя.
С 27 декабря 1985 года в Юньковском сельсовете.
С 27 сентября 1991 года — в Лукашовском сельсовете, который 24.08.1992 года переименован в Новосёлковский.
Деревня входила в состав колхоза имени Суворова.
В 2001 году — 16 дворов, 22 жителя.
В настоящее время входит в состав ОАО «Новосёлки — Лучай».